# Deadmau5
Joel Thomas Zimmerman (n. 5 ianuarie 1981), cunoscut mai ales cu numele de scenă deadmau5 (română Șoarece mort), este un muzician și producător canadian de muzică house, electro house și house progresiv stabilit în Toronto. Melodiile sale au fost incluse în albume compilații ca In Search of Sunrise 6: Ibiza, Tech-Trance-Electro-Madness al MixMag (mixat de deadmau5 însuși), și au fost difuzate inclusiv la emisiunea radio A State of Trance găzduită de Armin van Buuren. Albumul său de debut, Get Scraped, a fost lansat în 2006. Conform revistei de specialitate din lumea DJ-ilor, DJ Magazine, deadmau5 se clasează pe locul 4 și pe același loc în topul celor mai buni DJ ai momentului conform The DJ List.
A colaborat și cu alți DJ-i precum Kaskade, MC Flipside, Rob Swire de la formația Pendulum, și Steve Duda sub numele de BSOD. Este cunoscut pentru capul de șoarece pe care îl poartă în spectacolele sale pe care l-a creat în timp ce învăța să folosească un program de grafică 3D.

## Discografie
Albume de studio
- Get Scraped (2006)
- Vexillology (2006)
- Random Album Title (2008)
- For Lack of a Better Name (2009)
- 4x4=12 (2010)
- >album title goes here<(2012)

Alte albume
- Full Circle (2007)
- Project 56 (2008)
- At Play (2008)
- It Sounds Like (2009)
- At Play Vol. 2 (2009)
- At Play Vol. 3 (2010)